# U.S. Pro Indoor 1998 - Qualificazioni singolare
Le qualificazioni del singolare  dell'U.S. Pro Indoor 1998 sono state un torneo di tennis preliminare per accedere alla fase finale della manifestazione. I vincitori dell'ultimo turno sono entrati di diritto nel tabellone principale. In caso di ritiro di uno o più giocatori aventi diritto a questi sono subentrati i lucky loser, ossia i giocatori che hanno perso nell'ultimo turno ma che avevano una classifica più alta rispetto agli altri partecipanti che avevano comunque perso nel turno finale.
Le qualificazioni del torneo U.S. Pro Indoor 1998 prevedevano 16 partecipanti di cui 4 sono entrati nel tabellone principale.

## Teste di serie
1. Wayne Black (Qualificato)
2. Sandon Stolle (Qualificato)
3. Emilio Benfele Álvarez (ultimo turno)
4. Daniel Nestor (primo turno)

1. Sébastien Lareau (primo turno)
2. John van Lottum (ultimo turno)
3. Ramón Delgado (primo turno)
4. Steve Campbell (ultimo turno)

## Qualificati
1. Wayne Black
2. Sandon Stolle

1. Sébastien Lareau
2. Xavier Malisse

## Tabellone

### Legenda
| - Q = Qualificato - WC = Wild card - LL = Lucky loser | - ALT = Alternate - SE = Special Exempt - PR = Protected Ranking | - w/o = Walkover - r = Ritirato - d = Squalificato |

### Sezione 1
|  | Primo turno | Primo turno     | Primo turno     | Primo turno | Primo turno |  |  | Ultimo turno | Ultimo turno | Ultimo turno | Ultimo turno | Ultimo turno |  |
|  |             |                 |                 |             |             |  |  |              |              |              |              |              |  |
|  | 1           | Wayne Black     | Wayne Black     | 7           | 6           |  |  |              |              |              |              |              |  |
|  |             | Guillermo Cañas | Guillermo Cañas | 6           | 3           |  |  | 1            | Wayne Black  | 6            | 4            | 7            |  |
|  |             | Jaime Oncins    | Jaime Oncins    | 6           | 6           |  |  |              | Jaime Oncins | 4            | 6            | 6            |  |
|  | 7           | Ramón Delgado   | Ramón Delgado   | 2           | 2           |  |  |              |              |              |              |              |  |

### Sezione 2
|  | Primo turno | Primo turno     | Primo turno     | Primo turno | Primo turno |  |  | Ultimo turno | Ultimo turno   | Ultimo turno | Ultimo turno | Ultimo turno |  |
|  |             |                 |                 |             |             |  |  |              |                |              |              |              |  |
|  | 2           | Sandon Stolle   | Sandon Stolle   | 6           | 6           |  |  |              |                |              |              |              |  |
|  |             | Michael Sell    | Michael Sell    | 1           | 2           |  |  | 2            | Sandon Stolle  | 6            | 6            | 6            |  |
|  | 8           | Steve Campbell  | Steve Campbell  | 6           | 6           |  |  | 8            | Steve Campbell | 1            | 7            | 1            |  |
|  |             | Steven Capriati | Steven Capriati | 2           | 1           |  |  |              |                |              |              |              |  |

### Sezione 3
|  | Primo turno | Primo turno            | Primo turno            | Primo turno | Primo turno |  |  | Ultimo turno | Ultimo turno           | Ultimo turno           | Ultimo turno | Ultimo turno |  |
|  |             |                        |                        |             |             |  |  |              |                        |                        |              |              |  |
|  | 3           | Emilio Benfele Álvarez | Emilio Benfele Álvarez | 6           | 7           |  |  |              |                        |                        |              |              |  |
|  |             | Mark Knowles           | Mark Knowles           | 4           | 6           |  |  | 3            | Emilio Benfele Álvarez | Emilio Benfele Álvarez | 4            | 4            |  |
|  |             | Sébastien Lareau       | Sébastien Lareau       | 6           | 6           |  |  |              | Sébastien Lareau       | Sébastien Lareau       | 6            | 6            |  |
|  | 5           | Michael Tebbutt        | Michael Tebbutt        | 4           | 0           |  |  |              |                        |                        |              |              |  |

### Sezione 4
|  | Primo turno | Primo turno     | Primo turno    | Primo turno | Primo turno |  |  | Ultimo turno | Ultimo turno    | Ultimo turno    | Ultimo turno | Ultimo turno |  |
|  |             |                 |                |             |             |  |  |              |                 |                 |              |              |  |
|  |             | Xavier Malisse  | Xavier Malisse | 6           | 6           |  |  |              |                 |                 |              |              |  |
|  | 4           | Daniel Nestor   | Daniel Nestor  | 3           | 0           |  |  |              | Xavier Malisse  | Xavier Malisse  | 6            | 7            |  |
|  | 6           | John van Lottum | 6              | 2           | 6           |  |  | 6            | John van Lottum | John van Lottum | 3            | 5            |  |
|  |             | Christian Vinck | 1              | 6           | 3           |  |  |              |                 |                 |              |              |  |